# Miarinarivo
Miarinarivo, grad na središnjoj visoravni Madagaskara s 15 000 stanovnika, upravno središte Regije Itasi i Distrikta Miarinariva u Provinciji Antananarivo.
U gradu su većinsko stanovništvo Merine, jedan od malgaških naroda.

## Povijest
Miarinarivo se počeo oblikovati kao grad krajem 19. stoljeća, kad su u mjesto došli živjeti prvi evangelički i katolički misionari i osnovali svoje crkve i škole. Grad je među prvima dobio medicinsku ustanovu još 1897. godine. Tada je jedan od prva dva malgaška liječnika osnovao ambulantu, iz koje je izrasla današnja bolnica Centre Hospitalier Miarinarivo. Cesta do Antananariva izgrađena je godine 1909., u doba francuske kolonijalne uprave. Evangelički misionari su izgradili svoju crkvu i školu i osnovali 22. lipnja 1929. Centar mladih kršćana. Prvi katolički misionari osnovali su svoju misiju u Miarinarivu 1933., ona je 1939. postala Apostolski vikarijat. Godine 1955. promaknuta je u biskupiju.
Jedna od najvećih znamenitosti grada je katolička katedrala koja je dovršena 1948. godine, a posvetio ju je prvi malgaški kardinal Ignace Ramarosandratana. U današnjem Miarinarivu postoje osnovne i srednje škole, banke, vladini uredi, par manjih hotela i restorana i benzinska crpka.
U okolini grada kraj mjesta Manazari (30 km) nalazi se grobnica malgaškog mitskog kralja Andriambahoake.

## Geografska i klimatska obilježja
Miarinarivo leži na južnim obroncima vulkanskog masiva Itasija u brdovitom kraju, u kojem se izmjenjuju kotline rijeka i planinski vrhunci s brojnim kraterskim jezerima, gejzirima i termalnim izvorima. Sam grad leži na nadmorskoj visini od 1 300 m u kotlini koju sa sjevera zatvara planina Ambatomanjaka (1 500 m), a s juga planina Manja (1 765 m). Sjeverno od naselja teče rijeka Sakai, najveća pritoka rijeke Mahajilo.
Grad je udaljen 89.4 km od glavnog grada Antananariva i oko 121 km od Tsiroanomandidyja, južno od grada oko 35 km nalazi se jezero Itasi. U okrugu ima 40 vulkanskih jezera, od kojih su najveća Mahiatrondro, Ambatomilona i Antamolava. Klima je mješavina kontinentalne i tropske s prosječnom dnevnom temperaturom od 28°C u siječnju kad je ljeto i 10°C u kolovozu kad je zima. Prosječna količina oborina je između 900 mm i 1100 mm.

## Gospodarstvo i promet
Do Miarinariva vodi državna magistrala br. 1 Antananarivo-Tsiroanomandidy u izvrsnom stanju.
Klima i tlo pogodni su za poljoprivrednu proizvodnju svih vrsta usjeva, dobro je razvijeno ribarstvo po ribnjacima i jezerima. Grad je bio poznat po proizvodnji kvalitetne svile od brojnih nasada duda. Danas se osobito uzgaja riža i kava. Miarinarivo je središte mljekarstva, koje je unaprijeđeno uvozom holsteinskih krava.

## Vanjske poveznice
- Localités Miarinarivo
- Madagascar. Accueil à Miarinarivo  Arhivirana inačica izvorne stranice od 27. travnja 2012. (Wayback Machine)